# Étienne Dubuis
 (mai 2018).
Pour les articles homonymes, voir Dubuis.
Étienne Dubuis, né à Vevey le 19 mai 1959, est un journaliste suisse spécialisé en politique internationale et en environnement.

## Biographie
Étienne Dubuis est licencié en ethnologie et en histoire de l'Université de Neuchâtel,.
Entré dans le journalisme, il se spécialise en politique internationale et réalise de grands reportages au Moyen-Orient, en Afrique et en Amérique latine,. Il passe notamment plus de trois mois en Afghanistan, dans les derniers temps de l'occupation soviétique, auprès des hommes d'un des principaux chefs de la rébellion, Ismaël Khan, expérience qu'il raconte dans un livre, Afghanistan, terre brûlée : Cent jours avec la résistance.
En 1988, il observe de très près l'émergence de la guérilla kosovare de l'Armée de libération du Kosovo (UCK),, avant d'assister deux ans plus tard, aux côtés des révoltés, à la chute du président yougoslave Slobodan Milosevic.
Entre 2007 et 2013, il suit l'actualité environnementale, ce qui le conduit à publier en 2010 un ouvrage sur les controverses touchant l'instance onusienne chargée d'étudier le réchauffement climatique, le Groupe d'experts intergouvernemental sur l'évolution du climat (GIEC), Sale Temps pour le GIEC : Du prix Nobel aux affaires, grandeur et décadence des experts du climat,.
Après avoir suivi les chasses à l'homme menées par les États-Unis contre Oussama ben Laden, le mollah Omar et Saddam Hussein, il s'intéresse à l'assassinat de personnalités comme moyen supposé de résoudre à bon compte des conflits. Il publie en 2011 un livre sur le sujet, L'Assassinat de dirigeants étrangers par les États-Unis Un siècle de complots au service de la puissance américaine,,.
En 2015, à  la suite de deux voyages en Russie, il publie avec la journaliste et photographe Véronique Marti un livre illustré sur ce pays, La Transsibérienne - La Russie par la route, de Moscou à Vladivostok.
À l'automne 2016, face à la crise migratoire en Europe, il se rend en Sicile pour récolter des dizaines de témoignages de migrants ouest-africains, travail dont il tire un ouvrage de verbatim, Les naufragés - L'odyssée des migrants africains,,,,,.

## Publications

### Livres
- Afghanistan terre brûlée : Cent jours avec la Résistance, Editions 24 Heures, 1979, 246 p. (ISBN 2-8265-1071-1)
- Sale temps pour le GIEC : du prix Nobel aux affaires, grandeur et décadence des experts du climat, Lausanne/Paris, Favre, 2010, 183 p. (ISBN 978-2-8289-1171-3 et 2828911713, OCLC 701615967, présentation en ligne)
- L'assassinat de dirigeants étrangers par les États-Unis : un siècle de complots au service de la puissance américaine, Lausanne/Paris, Favre, 2011, 399 p. (ISBN 978-2-8289-1227-7 et 2828912272, OCLC 779723982, présentation en ligne)
- La Transsibérienne : La Russie par la route, de Moscou à Vladivostok  (photogr. Véronique Marti), Editions Slatkine, 2015 (ISBN 978-2-8321-0688-4 et 2832106889).
- Les naufragés : L'odyssée des migrants africains, Paris, Karthala, 2018, 194 p. (ISBN 978-2-8111-1972-0, lire en ligne)

### Distinction
- Prix Média 2013 des Académies suisses des sciences